# Henry Wahlig
Henry Wahlig (geboren 1980 in London, Ontario, Kanada) ist ein deutscher Sporthistoriker.   

## Leben
Henry Wahlig besuchte ab 1990 das Schillergymnasium in Münster. Nach dem Abitur 1999 absolvierte er bis 2002 eine Ausbildung zum Mediengestalter für Digital- und Printmedien in Dortmund. Er studierte danach Geschichte und Informationswissenschaft an der Universität Düsseldorf (2005 B.A.; 2009 M.A.). Während seines Studiums arbeitete Wahlig in der Pressestelle des VfL Bochum. Ab 2008 war er Wissenschaftlicher Mitarbeiter am Institut für Sportwissenschaft der Universität Hannover, davon bis 2011 im Rahmen des Forschungsprojektes Jüdischer Sport. 
Seit Oktober 2015 verantwortet er das Kultur- und Veranstaltungsprogramm des Deutschen Fußballmuseums in Dortmund.
Im Mai 2014 wurde er mit der Bernhard-Zimmermann-Medaille des Niedersächsischen Institutes für Sportgeschichte ausgezeichnet.

## Privates
Henry Wahlig ist seit 2015 verheiratet und hat zwei Kinder.
Er lebt mit der chronischen seltenen Erkrankung HSP, die ihn seit frühester Kindheit begleitet und durch die er mittlerweile bei fast allen Strecken auf einen Rollstuhl angewiesen ist.
Im Rahmen einer Spendenaktion, bei der er unter größten Anstrengungen 25 km auf einer Gehhilfe gestützt gelaufen ist, hat er für die Stiftung zur Erforschung seiner Erkrankung 25.000 Euro Spenden gesammelt. Auf die Frage einer Journalistin, was er denn mache, wenn er gefallen wäre, antwortete Wahlig: "Dann stehe ich wieder auf".

## Schriften (Auswahl)
- Sport im Abseits : Die Geschichte der jüdischen Sportbewegung im nationalsozialistischen Deutschland. Göttingen : Wallstein Verlag, 2015  Zugl.: Hannover, Univ., Diss.
- mit Lorenz Peiffer: Jüdische Fußballvereine im nationalsozialistischen Deutschland. Eine Spurensuche. Göttingen : Verlag Die Werkstatt, 2015
- mit Lorenz Peiffer: Juden im Sport während des Nationalsozialismus : Ein historisches Handbuch für Niedersachsen und Bremen. Göttingen : Wallstein Verlag, 2012 (Volltext).
- Selbsttötungen jüdischer Sportler im Nationalsozialismus: Die Beispiele Fritz Rosenfelder und Nelly Neppach, in: Diethelm Blecking, Lorenz Peiffer (Hrsg.) Sportler im „Jahrhundert der Lager“. Profiteure, Widerständler und Opfer. Göttingen : Die Werkstatt, 2012, S. 241–247
- Anne Castroper: Ein Jahrhundert Fußball mitten in Bochum. Verlag Die Werkstatt, 2011, ISBN 978-3-89533-779-6.
- mit Lorenz Peiffer: Jüdischer Sport und Sport der Juden in Deutschland. : eine kommentierte Bibliografie. Göttingen : Verl. Die Werkstatt, 2009
- Ein Tor zur Welt? : der deutsche Fußball und die FIFA, 1945 - 1950  Göttingen : Verl. Die Werkstatt, 2008
- Dr. Ivo Schricker. Ein Deutscher in Diensten des Weltfußballs. In: Lorenz Peiffer, Dietrich Schulze-Marmeling (Hrsg.): Hakenkreuz und rundes Leder. Fußball im Nationalsozialismus. Göttingen 2008, ISBN 978-3-89533-598-3, S. 197–206